# Autoridad administrativa independiente (España)
En España, una Autoridad administrativa independiente (AAI) es un tipo de organismo del sector público institucional estatal que tiene atribuidas funciones de regulación o supervisión de carácter externo sobre sectores económicos o actividades determinadas. Para el ejercicio de sus funciones, este tipo de organismo requiere para su desempeño de independencia funcional o una especial autonomía respecto de la Administración General del Estado, motivo por el cual deben ser creadas por una norma con rango de Ley.
De acuerdo al artículo 109.2 de la Ley 40/2015, de 1 de octubre, de Régimen Jurídico del Sector Público, «Las autoridades administrativas independientes actuarán, en el desarrollo de su actividad y para el cumplimiento de sus fines, con independencia de cualquier interés empresarial o comercial».

## Régimen jurídico
Las autoridades administrativas independientes se rigen por las siguientes normas jurídicas:
- La Ley que crea la AAI.
- Los estatutos de la AAI.
- La legislación especial de los sectores económicos sometidos a su supervisión.
- De forma supletoria y siempre que sea compatible con su naturaleza y autonomía, por lo dispuesto en las normas de derecho administrativo, y principalmente:
  - La Ley 40/2015, de 1 de octubre, de Régimen Jurídico del Sector Público, en particular lo dispuesto para organismos autónomos.
  - La Ley 39/2015, de 1 de octubre, del Procedimiento Administrativo Común de las Administraciones Públicas.
  - La Ley 47/2003, de 26 de noviembre, General Presupuestaria.
  - La Ley 9/2017, de 8 de noviembre, de Contratos del Sector Público, por la que se transponen al ordenamiento jurídico español las Directivas del Parlamento Europeo y del Consejo 2014/23/UE y 2014/24/UE, de 26 de febrero de 2014
  - La Ley 33/2003, de 3 de noviembre, del Patrimonio de las Administraciones Públicas.

Asimismo, las AAI están sujetas al principio de sostenibilidad financiera previsto en la Ley Orgánica 2/2012, de 27 de abril, de Estabilidad Presupuestaria y Sostenibilidad Financiera.

## Actuales AAIs
- Consejo de Seguridad Nuclear (CSN)
- Comisión Nacional del Mercado de Valores (CNMV)
- Agencia Española de Protección de Datos (AEPD)
- Comisión Nacional de los Mercados y la Competencia (CNMC)
- Consejo de Transparencia y Buen Gobierno (CTBG)
- Autoridad Independiente de Responsabilidad Fiscal (AIReF)
- Fondo de Reestructuración Ordenada Bancaria (FROB)
- Autoridad Administrativa Independiente para la Investigación Técnica de Accidentes e Incidentes ferroviarios, marítimos y de aviación civil
- Autoridad Independiente de Protección del Informante (AIPI)
- Autoridad Independiente para la Igualdad de Trato y la No Discriminación